# Isotiocianato

Estructura general de un isotiocianato

Se conoce como isotiocianato al grupo funcional -N=C=S, formado por la sustitución del oxígeno por el azufre en el grupo isocianato.

## Síntesis
El método general para la síntesis de isotiocianatos es por reacción de una amina primaria (por ejemplo anilina) con disulfuro de carbono en amoniaco acuoso. Esto hace precipitar el ditiocarbamato correspondiente, que luego es tratado con nitrato de plomo, de donde se genera el isotiocianato.

## Reactividad

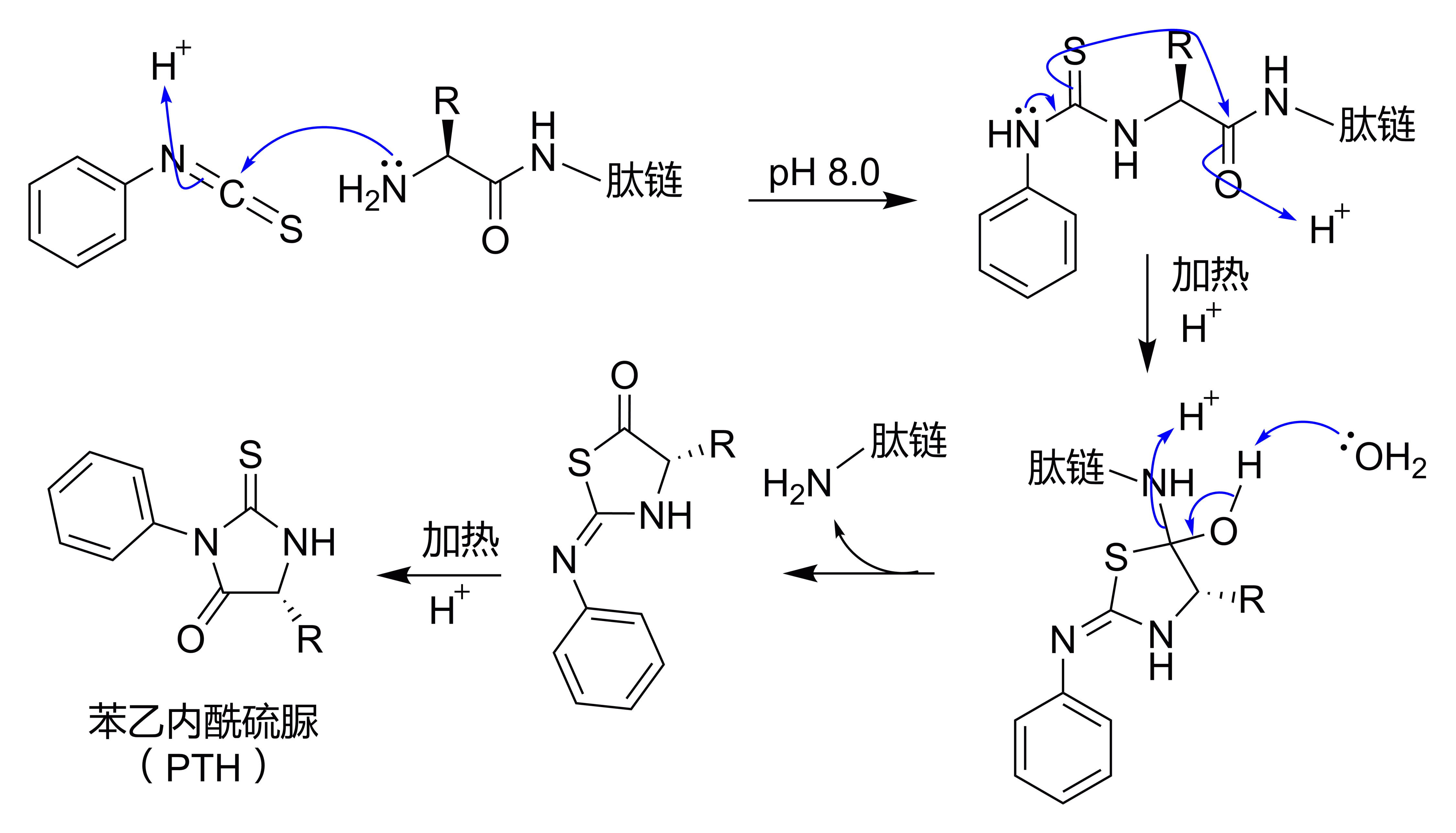
Degradación de Edman

En general los isotiocianatos actúan como electrófilos. Su átomo de carbono central posee carga parcial positiva al encontrarse entre dos átomos de mayor electronegatividad respecto de este. Esto los hace susceptibles de reaccionar con nucleófilos, como las aminas, lo que convierte a este en un grupo funcional muy útil en la síntesis orgánica, pues son excelentes intermediarios en rutas sintéticas. La degradación de Edman es un método de secuenciación de aminoácidos en un péptido en donde la reacción del extremo amino del péptido con fenilisotiocianato forma un péptido feniltiocarbamilado.

## Presencia en la naturaleza
Los glucosinolatos son metabolitos secundarios de las plantas tipo tioglucósido de los que se derivan los aceites de mostaza y otras crucíferas. Cuando son hidrolizados por las enzimas mIrosinasas  dan lugar a productos tóxicos goitrogénicos (es decir antitiroideos) e inhibidores del crecimiento, por ello en la industria de fabricación de piensos es considerado como un agente antinutritivo. Los principales productos son los isotiocianatos, los cuales son los responsables reales de los olores picantes de la mostaza, el rábano y el wasabi.

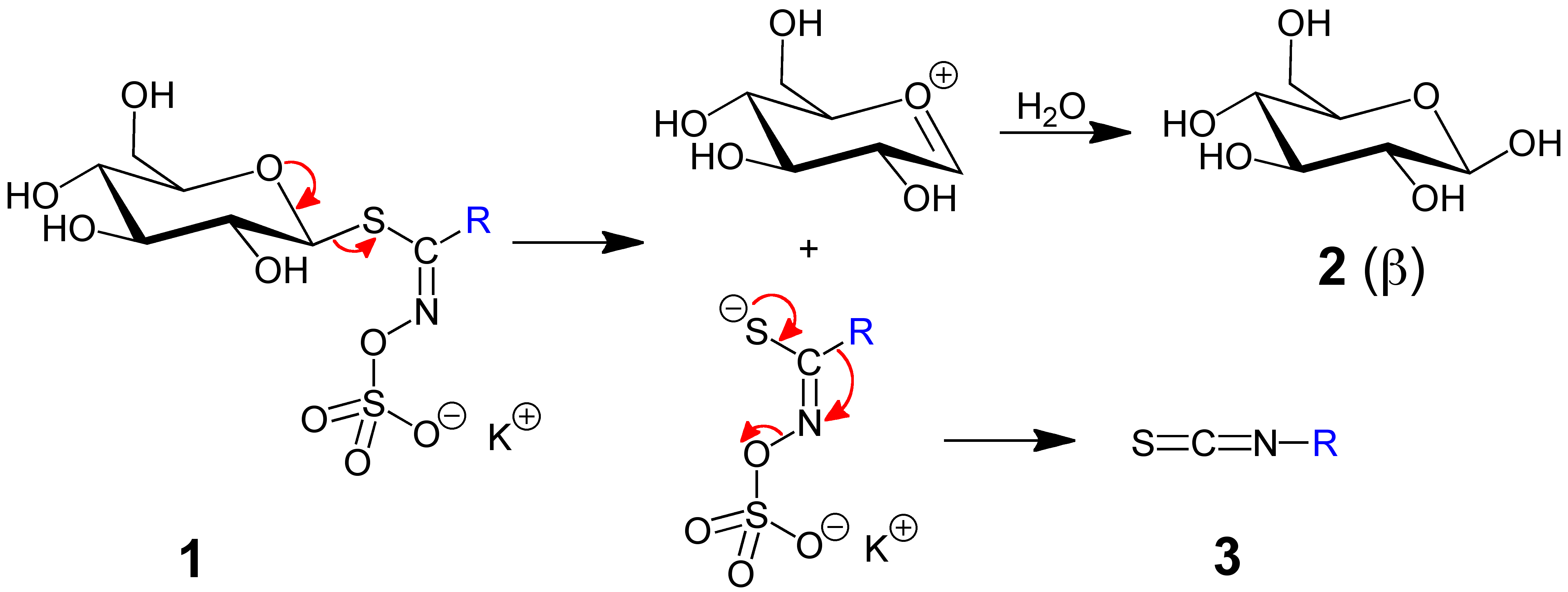
Cuando el glucosinolato 1 sufre una eliminación seguida de una transposición de Lossen por acción de una mironasa se forma el isotiocianato correspondiente 3. Se libera la glucopiranosa 2. R = alil, bencil, 2-feniletil, etc

## Uso en agricultura
Los isotiocianatos se emplean para el control de los patógenos de las plantas. Comprenden a: compuestos metam-sodio (Vapam©), vorlex (Vorlex©) y dazomet (Mylone©). Presentan actividad frente a nematodos, insectos del sustrato, hongos en general e incluso malezas. Cuando se añaden como enmienda al suelo, siempre al menos dos semanas antes del inicio del cultivo, se disgregan y liberan isotiocianato (en el caso del metam-sodio) o metilisotiocianato (en el caso del Vorlex y dazomet), compuestos que interactúan con los grupos tiol de las enzimas de los patógenos, lo que redunda en su inactivación y, por ello, en su muerte.